# Artūrs Zakreševskis
Artūrs Zakreševskis est un footballeur letton né le 7 août 1971 à Riga. Il évolue au poste de défenseur.

## Biographie

### En sélection
Il participe à l'Euro 2004 avec l'équipe de Lettonie.
Il dispute 54 rencontres et marque 1 but avec la Lettonie depuis 2005.

## Carrière
- Vidus Riga (1993-1994)
- FK Jelgava (1995)
- Daugava Riga (1996-1998)
- Metalurgs Liepaja (1999-2000)
- Skonto Riga (2001-2006)
- FK Riga (2007)
- FK Jūrmala (2008)

## Palmarès
- Champion de Lettonie en 2001, 2002, 2003 et 2004 avec le Skonto Riga
- Vainqueur de la Coupe de Lettonie en 2001 et 2002 avec le Skonto Riga